# Carlos Luís Guedes
Carlos Luís Guedes (São João del-Rei, 21 de julho de 1905 – Londres, 25 de junho de 1976) foi um militar brasileiro. À frente da Infantaria Divisionária em Belo Horizonte foi, ao lado do governador Magalhães Pinto e do general Olímpio Mourão Filho, figura central no golpe de Estado de 1964 em Minas Gerais. Atingiu o posto de general de exército.

## Vida até 1961
Era filho de Carlos Luís Guedes e Alice Guadalupe Guedes. Casou-se com Odete de Oliveira Guedes, com quem teve sete filhos. Ao menos dois, Henrique Carlos Guedes e Carlos Alberto Guedes também seguiram a carreira militar e serviam em Minas Gerais no momento do golpe, ambos capitães, o primeiro na 4ª Companhia de Polícia do Exército em Juiz de Fora e o segundo no CPOR de Belo Horizonte.
Ingressou na Escola Militar do Realengo em 1923, tornando-se oficial da arma da infantaria. Em 1930 estava entre os revolucionários. Na Segunda Guerra Mundial participou da vigilância do litoral. Ascendeu ao generalato em março de 1960. Em 1961 havia assumido a Infantaria Divisionária da 4ª Região Militar, em Belo Horizonte, quando eclodiu a crise da sucessão de Jânio Quadros. Foi opositor ferrenho da posse de João Goulart na Presidência.

## No governo Goulart
Em 3 de setembro de 1963 Olímpio Mourão Filho, recém-assumido como superior de  Guedes em Juiz de Fora, conferenciou com ele e Magalhães Pinto, expondo  sua intenção de uma rebelião armada contra o governo federal. Guedes e o governador já guardavam intenções contra o governo. Ligações conspiratórias já existiam no ramo mineiro do Instituto de Pesquisas e Estudos Sociais(IPES), que cooptou Guedes através de oficiais em seu Estado-Maior e conexões com civis. O IPES/MG queria apenas que Mourão levantasse os ânimos da guarnição e assim Guedes agiu para controlar e neutralizar seu superior. 
Mourão, por sua vez, não gostava de Guedes e providenciou no Rio de Janeiro o general Antônio Carlos Muricy para comandar a futura operação no lugar de seu subordinado.  Eles discordavam do procedimento a seguir, Mourão defendendo uma entrada surpresa na Guanabara de madrugada e Guedes a defesa das fronteiras mineiras. 
Guedes foi importante ainda na ligação entre o Exército e a Polícia Militar de Minas Gerais, intermediada pelo IPES/MG, do qual fazia parte o comandante da corporação, coronel José Geraldo de Oliveira. A fraqueza militar da guarnição federal em Minas Gerais era obstáculo a uma rebelião no Estado e a incorporação da força estadual era a solução, buscada numa expansão e reaparelhamento no início dos anos 60. Buscou ainda apoio americano e em 30 ou 31 de março pediu ao vice-cônsul americano em Belo Horizonte, Lawrence Laser, o envio de armamentos para a rebelião iminente.
Em 28 de março, junto com Mourão, Magalhães Pinto, José Geraldo e Odílio Denys decidiram antecipar a sublevação. No dia 30, sob iminente substituição pelo general pró-Goulart Nairo Vilanova Madeira, declarou a seus oficiais não mais obedecer ordens do governo. O ato em si não era importante mas, junto com um manifesto emitido pelo governador, incitou Mourão a deflagrar a ação no dia seguinte.
Durante o golpe Guedes estava em Belo Horizonte e sua participação na invasão do território fluminense limitou-se ao envio do 2º Batalhão do 12º Regimento de Infantaria, que só chegou a Juiz de Fora tarde da noite e sem provisões. Na capital controlava um destacamento da PMMG. Sob suas ordens o comando policial enviou o 10º Batalhão de Montes Claros a Paracatu em resposta a uma coluna legalista do Batalhão da Guarda Presidencial que seguia de Brasília à fronteira goiana. Em seguida marchou de Belo Horizonte a Brasília o Destacamento Caicó, força conjunta do Exército e polícia, sob o coronel Dióscoro Vale. Quando chegou, o governo Goulart já tinha ruído.

## Após 1964
Comandou a 2ª Região Militar, em São Paulo, de 21 de agosto de 1964 a 12 de setembro de 1966.
Promovido a general de exército, foi Chefe do Departamento-Geral do Pessoal, entre 25 de outubro e 28 de novembro de 1966. .
Transferido para a reserva em 1969, juntou-se em 1971 a Pedro Aleixo, vice-presidente de Costa e Silva impedido pelos militares de assumir em 1969 e rompido com o governo, em sua tentativa de formar o Partido Democrático Republicano. O PDR não chegou a ser legalmente constituído. 
Faleceu em 1976 num acidente de trânsito. Seu livro sobre o movimento político-militar de 1964, Tinha que ser Minas, foi publicado em 1979. Na avaliação do brasilianista John W. F. Dulles, no livro Guedes é presunçoso, eleva sua relevância no golpe acima dos demais militares e trata Castelo Branco como ingrato por não retribuir mais sua participação.

### Citações
1. ↑  GUEDES, Carlos Luís. In: Dicionário Histórico-Biográfico Brasileiro. Centro de Pesquisa e Documentação de História Contemporânea do Brasil. Consultado em 26 de dezembro de 2020.
2. ↑  Motta 2003, p. 247, Tomo 3.
3. ↑  Motta 2003, p. 233, Tomo 9.
4. ↑  Silva 2014a, p. 224-229.
5. ↑  Silva 2014b, p. 110-122.
6. ↑  Pinto 2015, p. 106-113.
7. 1 2  Gaspari 2014, ”O Exército dormiu janguista”.
8. ↑  Motta 2003, p. 260, Tomo 3.
9. ↑  Silva 2014b, p. 172-191.
10. ↑  «Galeria de Antigos Comandantes da 2ª RM». Site da 2ª RM. Consultado em 13 de novembro de 2021
11. ↑  «Galeria de Eternos Chefes do DGP». Consultado em 13 de maio de 2022
12. ↑  Dulles 1981.